# Euroleague Basketball 2007-2008
L'Eurolega di pallacanestro 2007-2008 ha visto la vittoria del CSKA Mosca.
Ramūnas Šiškauskas venne nominato MVP della regular season, mentre Trajan Langdon fu l'MVP delle Final Four.

## Squadre partecipanti
| Italia - Mens Sana Siena - Olimpia Milano - Virtus Bologna - Virtus Roma | Spagna - Barcellona - Real Madrid - Saski Baskonia - Málaga | Grecia - Aris Salonicco - Olympiakos - Panathīnaïkos | Francia - Le Mans - Roanne | Lituania - Lietuvos rytas - Žalgiris Kaunas |
| Turchia - Efes Pilsen - Fenerbahçe                                       | Croazia - Cibona Zagabria                                   | Germania - Bamberga                                  | Israele - Maccabi Tel Aviv | Russia - CSKA Mosca                         |
| Polonia - Sopot                                                          | Serbia - Partizan                                           | Slovenia - Olimpija Lubiana                          |                            |                                             |

## Regular Season

### Gruppo A
|    | Squadra            | Pld | W  | L  | PF   | PA   | Diff |
| -- | ------------------ | --- | -- | -- | ---- | ---- | ---- |
| 1. | CSKA Mosca         | 14  | 12 | 2  | 1123 | 942  | +181 |
| 2. | Montepaschi Siena  | 14  | 10 | 4  | 1098 | 974  | +124 |
| 3. | TAU Cerámica       | 14  | 9  | 5  | 1170 | 1051 | +119 |
| 4. | Žalgiris Kaunas    | 14  | 8  | 6  | 1110 | 1126 | −16  |
| 5. | Olympiacos         | 14  | 7  | 7  | 1185 | 1099 | +86  |
| 6. | Olimpija Lubiana   | 14  | 4  | 10 | 1030 | 1147 | −117 |
| 7. | Prokom Trefl Sopot | 14  | 4  | 10 | 973  | 1143 | −170 |
| 8. | VidiVici Bologna   | 14  | 2  | 12 | 1008 | 1215 | −207 |

### Gruppo B
|    | Squadra             | Pld | W  | L  | PF   | PA   | Diff |
| -- | ------------------- | --- | -- | -- | ---- | ---- | ---- |
| 1. | Lietuvos Rytas      | 14  | 11 | 3  | 1127 | 999  | +128 |
| 2. | Maccabi Tel Aviv    | 14  | 11 | 3  | 1162 | 1108 | +54  |
| 3. | Unicaja Málaga      | 14  | 10 | 4  | 1124 | 1007 | +117 |
| 4. | Efes Pilsen         | 14  | 8  | 6  | 1106 | 1080 | +26  |
| 5. | Aris Salonicco      | 14  | 7  | 7  | 1054 | 1072 | −18  |
| 6. | Cibona Zagabria     | 14  | 4  | 10 | 1080 | 1188 | −108 |
| 7. | Armani Jeans Milano | 14  | 3  | 11 | 1015 | 1107 | −92  |
| 8. | Le Mans             | 14  | 2  | 12 | 1035 | 1142 | −107 |

### Gruppo C
|    | Squadra           | Pld | W  | L  | PF   | PA   | Diff |
| -- | ----------------- | --- | -- | -- | ---- | ---- | ---- |
| 1. | Panathinaikos     | 14  | 12 | 2  | 1156 | 1037 | +119 |
| 2. | Real Madrid       | 14  | 11 | 3  | 1137 | 1015 | +122 |
| 3. | AXA FC Barcelona  | 14  | 9  | 5  | 1082 | 991  | +91  |
| 4. | Fenerbahçe        | 14  | 6  | 8  | 1087 | 1113 | −26  |
| 5. | Partizan Belgrado | 14  | 6  | 8  | 1100 | 1103 | −3   |
| 6. | Lottomatica Roma  | 14  | 6  | 8  | 1071 | 1093 | −22  |
| 7. | Roanne            | 14  | 4  | 10 | 1104 | 1224 | −120 |
| 8. | Brose Baskets     | 14  | 2  | 12 | 879  | 1040 | −161 |

## Top 16

### Gruppo D
|    | Squadra           | Pld | W | L | PF  | PA  | Diff |
| -- | ----------------- | --- | - | - | --- | --- | ---- |
| 1. | Montepaschi Siena | 6   | 4 | 2 | 465 | 427 | +38  |
| 2. | Partizan Belgrado | 6   | 4 | 2 | 440 | 430 | +10  |
| 3. | Panathinaikos     | 6   | 3 | 3 | 430 | 446 | −16  |
| 4. | Efes Pilsen       | 6   | 1 | 5 | 426 | 458 | −32  |

### Gruppo E
|    | Squadra        | Pld | W | L | PF  | PA  | Diff |
| -- | -------------- | --- | - | - | --- | --- | ---- |
| 1. | TAU Cerámica   | 6   | 5 | 1 | 510 | 467 | +43  |
| 2. | Fenerbahçe     | 6   | 3 | 3 | 493 | 488 | +5   |
| 3. | Lietuvos Rytas | 6   | 2 | 4 | 506 | 507 | −1   |
| 4. | Aris Salonicco | 6   | 2 | 4 | 448 | 495 | −47  |

### Gruppo F
|    | Squadra          | Pld | W | L | PF  | PA  | Diff |
| -- | ---------------- | --- | - | - | --- | --- | ---- |
| 1. | Maccabi Tel Aviv | 6   | 4 | 2 | 516 | 496 | +20  |
| 2. | Olympiacos       | 6   | 4 | 2 | 443 | 436 | +7   |
| 3. | Real Madrid      | 6   | 3 | 3 | 489 | 493 | −4   |
| 4. | Žalgiris Kaunas  | 6   | 1 | 5 | 457 | 480 | −23  |

### Gruppo G
|    | Squadra          | Pld | W | L | PF  | PA  | Diff |
| -- | ---------------- | --- | - | - | --- | --- | ---- |
| 1. | CSKA Mosca       | 6   | 4 | 2 | 448 | 386 | +62  |
| 2. | AXA FC Barcelona | 6   | 3 | 3 | 393 | 383 | +10  |
| 3. | Unicaja Málaga   | 6   | 3 | 3 | 412 | 418 | −6   |
| 4. | Lottomatica Roma | 6   | 2 | 4 | 383 | 449 | −66  |

## Quarti di finale
| Team numero 1     | Serie | Team numero 2     | Gara 1  | Gara 2  | Gara 3  |
| ----------------- | ----- | ----------------- | ------- | ------- | ------- |
| Montepaschi Siena | 2 - 0 | Fenerbahçe        | 73 - 66 | 86 - 65 | –       |
| TAU Cerámica      | 2 - 1 | Partizan Belgrado | 74 - 66 | 55 - 76 | 85 - 68 |
| Maccabi Tel Aviv  | 2 - 1 | AXA FC Barcelona  | 81 - 75 | 74 - 83 | 88 - 75 |
| CSKA Mosca        | 2 - 1 | Olympiacos        | 74 - 76 | 83 - 73 | 81 - 56 |

## Final Four

### Semifinali
| Team numero 1     | Punteggio | Team numero 2    |
| ----------------- | --------- | ---------------- |
| Montepaschi Siena | 85 - 92   | Maccabi Tel Aviv |
| TAU Cerámica      | 79 - 83   | CSKA Mosca       |

### Finale 3º/4º posto
| Team numero 1     | Punteggio | Team numero 2 |
| ----------------- | --------- | ------------- |
| Montepaschi Siena | 97 - 93   | TAU Cerámica  |

### Finale 1º/2º posto
| Team numero 1    | Punteggio | Team numero 2 |
| ---------------- | --------- | ------------- |
| Maccabi Tel Aviv | 77 - 91   | CSKA Mosca    |

| Eurolega 2007-2008   |
| -------------------- |
| CSKA Mosca 6º titolo |

## Formazione vincitrice
| N° | Naz.                   | Ruolo | Sportivo              |  | Alt. |  |
| -- | ---------------------- | ----- | --------------------- |  | ---- |  |
| 4  | Grecia (bandiera)      | P     | Theodōros Papaloukas  |  | 200  |  |
| 6  | Grecia (bandiera)      | G     | Nikos Zīsīs           |  | 195  |  |
| 7  | Russia (bandiera)      | C     | Anatolij Kaširov      |  | 215  |  |
| 8  | Slovenia (bandiera)    | AG    | Matjaž Smodiš         |  | 205  |  |
| 9  | Lituania (bandiera)    | AP    | Ramūnas Šiškauskas    |  | 198  |  |
| 10 | Russia (bandiera)      | P     | J.R. Holden           |  | 185  |  |
| 11 | Russia (bandiera)      | G     | Zachar Pašutin        |  | 196  |  |
| 13 | Australia (bandiera)   | C     | David Andersen        |  | 212  |  |
| 14 | Russia (bandiera)      | C     | Aleksej Savrasenko    |  | 215  |  |
| 15 | Russia (bandiera)      | AG    | Artëm Zabelin         |  | 215  |  |
| 20 | Russia (bandiera)      | AG    | Andrej Voroncevič     |  | 204  |  |
| 21 | Stati Uniti (bandiera) | G     | Trajan Langdon        |  | 192  |  |
| 22 | Stati Uniti (bandiera) | AG    | Marcus Goree          |  | 203  |  |
| 23 | Russia (bandiera)      | G     | Aleksej Šved          |  | 195  |  |
| 24 | Belgio (bandiera)      | C     | Tomas Van Den Spiegel |  | 213  |  |
| 31 | Russia (bandiera)      | AG    | Viktor Chrjapa        |  | 206  |  |
|    | Italia (bandiera)      | All.  | Ettore Messina        |  |      |  |

## Premi

### Riconoscimenti individuali
- Euroleague MVP:  Ramūnas Šiškauskas,  CSKA Mosca
- Euroleague Final Four MVP:  Trajan Langdon,  CSKA Mosca
- Rising Star Trophy:  Danilo Gallinari,  Armani Jeans Milano
- Euroleague Best Defender:  Dīmītrīs Diamantidīs,  Panathinaikos
- Alphonso Ford Trophy:  Marc Salyers,  Roanne
- Aleksandr Gomel'skij Coach of the Year:  Ettore Messina,  CSKA Mosca
- Euroleague Club Executive of the Year:  Ferdinando Minucci,  Montepaschi Siena

### Quintetti ideali
- All-Euroleague First Team:
  -  Terrell McIntyre,  Montepaschi Siena
  -  Trajan Langdon,  CSKA Mosca
  -  Ramūnas Šiškauskas,  CSKA Mosca
  -  Terence Morris,  Maccabi Tel Aviv
  -  Tiago Splitter,  TAU Cerámica
- All-Euroleague Second Team:
  -  Theodōros Papaloukas,  CSKA Mosca
  -  Yotam Halperin,  Maccabi Tel Aviv
  -  Bootsy Thornton,  Montepaschi Siena
  -  Nikola Peković,  Partizan Belgrado
  -  Kšyštof Lavrinovič,  Montepaschi Siena